# Смятение чувств (фильм, 1977)
«Смятение чувств» — советский художественный фильм кинорежиссёра Павла Арсенова, снятый в 1977 году. Премьерный показ фильма состоялся 31 июля 1978 года.

## Сюжет
Взаимоотношения между Володей (Сергей Нагорный) и Надей (Елена Проклова) складываются непросто. Надя заканчивает школу на год раньше Володи и уезжает в Ленинград учиться в медицинском институте. Через год она приезжает домой и говорит Володе, что полюбила женатого мужчину. Володя тяжело переживает размолвку, признаётся влюблённой в него девушке Маше (Татьяна Друбич) в том, что «было чувство гармонии мира — теперь его нет». Но Володя желанный гость в доме Нади, его очень любит мать Нади, требовательная ко всем женщина, Нина Дмитриевна (Ия Саввина). Когда Нина Дмитриевна тяжело заболевает, Володя начинает помогать Наде по хозяйству. Это несколько сближает их. Володе приходит повестка из военкомата.

## В ролях
- Елена Проклова — Надя, студентка
- Сергей Нагорный — Володя, старшеклассник (озвучил Александр Жильцов)
- Ия Саввина — Нина Дмитриевна, мать Нади
- Александр Калягин — Виктор Семёнович, отец Нади
- Нина Магер — мать Володи
- Арина Алейникова — учительница на экзамене
- Татьяна Друбич — Маша, одноклассница Володи
- Андрей Ярославцев — Андрей Кошелев, одноклассник Володи
- Вероника Изотова — Катя Вельяминова, одноклассница Володи
- Николай Константинов — Олег Сергеев, одноклассник Володи
- Лучана Бабичкова — завуч на экзамене

## Съёмочная группа
- Автор сценария: Александр Володин
- Режиссёр-постановщик: Павел Арсенов
- Оператор-постановщик: Михаил Якович
- Художник-постановщик: Галина Анфилова
- Композитор: Евгений Крылатов

## Награды
1978 — XI Всесоюзный кинофестиваль в Ереване: по разделу фильмов для детей и юношества — приз жюри за лучший сценарий Александру Володину.